# Onkel Kånkels fantastiska äfventyr
Onkel Kånkels fantastiska äfventyr är ett könsrocksalbum från 1999 av Onkel Kånkel and his kånkelbär. Albumet gavs ut av Konkurrens Records. All text och musik är skriven av Onkel Kånkel utom spår 17 som är av Tomas Adolphson och Anders Falk (Adolphson & Falk).

## Låtlista
1. Hårdrock
2. Suger pung som en djäfvul
3. Koprot på Copra Cabana
4. I Naturen med Arne Weisskorv
5. Pedofilernas volleybollturnering
6. Fistfucker
7. Homotider
8. (G)rave Party
9. I bögarnas värld
10. Håll igång i Skog-Man
11. Djäfla humör
12. Harry Harmynt
13. Fyra Göb och en Coca-Cola
14. Efterblifvet
15. Bedrup Theme
16. Itmah Hutmah Hutt'n'Homo, Stjärtplågaren
17. Blinka brun